# Kladrubský klášter
Kladrubský klášter (německy Kloster Kladrau) je bývalý benediktinský klášter v Kladrubech, nedaleko města Stříbro v tachovském okrese. Nachází se na návrší nad říčkou Úhlavkou a zejména klášterní kostel Nanebevzetí Panny Marie je dominantou krajiny. Klášter založen roku 1115 českým knížetem Vladislavem I., roku 1421 byl pobořen husity, obnoven byl v celém rozsahu ve stylu barokní gotiky v 1. až 2. třetině 18. století a poté roku 1785 zrušen za josefinských reforem.
Klášter byl po staletí významným náboženským, hospodářským a kulturním činitelem celé oblasti. V současnosti je v majetku českého státu a jeho správu obstarává Národní památkový ústav. Část památkového komplexu je také přístupná veřejnosti.

## Historie

### Středověk
Klášter v roce 1115 založil český kníže Vladislav I. ke cti Panny Marie a sv. Benedikta. Sloužil ke kolonizaci pohraničního území západních Čech. Podle dochované zakládací listiny jej osídlili mniši z bavorského kláštera ve Zwiefaltenu. Kníže Vladislav I. byl v klášteře pochován. Jeho syn Vladislav II. daroval v roce 1147 rozsáhlý majetek krašovského újezdu se sedmi vesnicemi a jeho bratři (Děpolt a Jindřich) darovali Hradec u Stoda, část Lochousic, Únehlí, Kozolup a další majetky. V roce 1219 se v klášteře sešli světští a církevní hodnostáři na podnět Přemysla Otakara I. Jejich jednání skončilo tzv. Kladrubským narovnáním. V roce 1222 získal klášter vesnice Svinnou, Vranov, Tisovou, Trnovou a další. Zdejší konvent během 13. a 14. století patřil k největším komunitám české provincie benediktinů. Původně románský komplex staveb ze 12. století až první třetiny 13. století byl dokončen roku 1233 za vlády Václava I. Byl dovršen výstavbou trojlodní gotické baziliky s pozdější příčnou lodí, západním chórem a s jižní pohřební kaplí zakladatele. Klášter postupně získával další vesnice a majetek. Po roce 1239 potvrdil klášteru papež Řehoř IX bulou vlastnictví 120 obcí. Za vlády Karla IV. získal klášter řadu výhod včetně udělování tzv. odpustkového práva. V roce 1347 vznikl opatský znak - modrý štít s bílou lilií, nad tím je opatská mitra s obrazem Panny Marie a zkříženými berlami. Impozantní stavby pobořili roku 1421 nejen husité, o zkázu uměleckého vybavení se významně zasloužili také následující obrazoborci. Roku 1996 archeologové nalezli unikátní soubor přibližně 1400 fragmentů opukových skulptur a prvků architektonické plastiky ze druhé poloviny 14. století. Po husitských válkách ztratil klášter velkou část svého majetku. Koncem 15. století byl kostel důkladně opraven a roku 1504 znovu vysvěcen. Klášterní budovy byly opraveny ve druhé čtvrtině 16. století. Zkázu způsobil nejprve požár z roku 1590 a následně armády během třicetileté války.

### Baroko

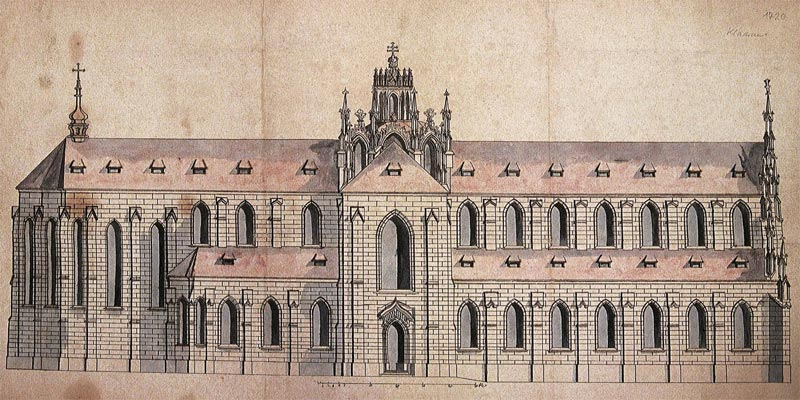
Nákres baziliky, Jan Santini Aichel

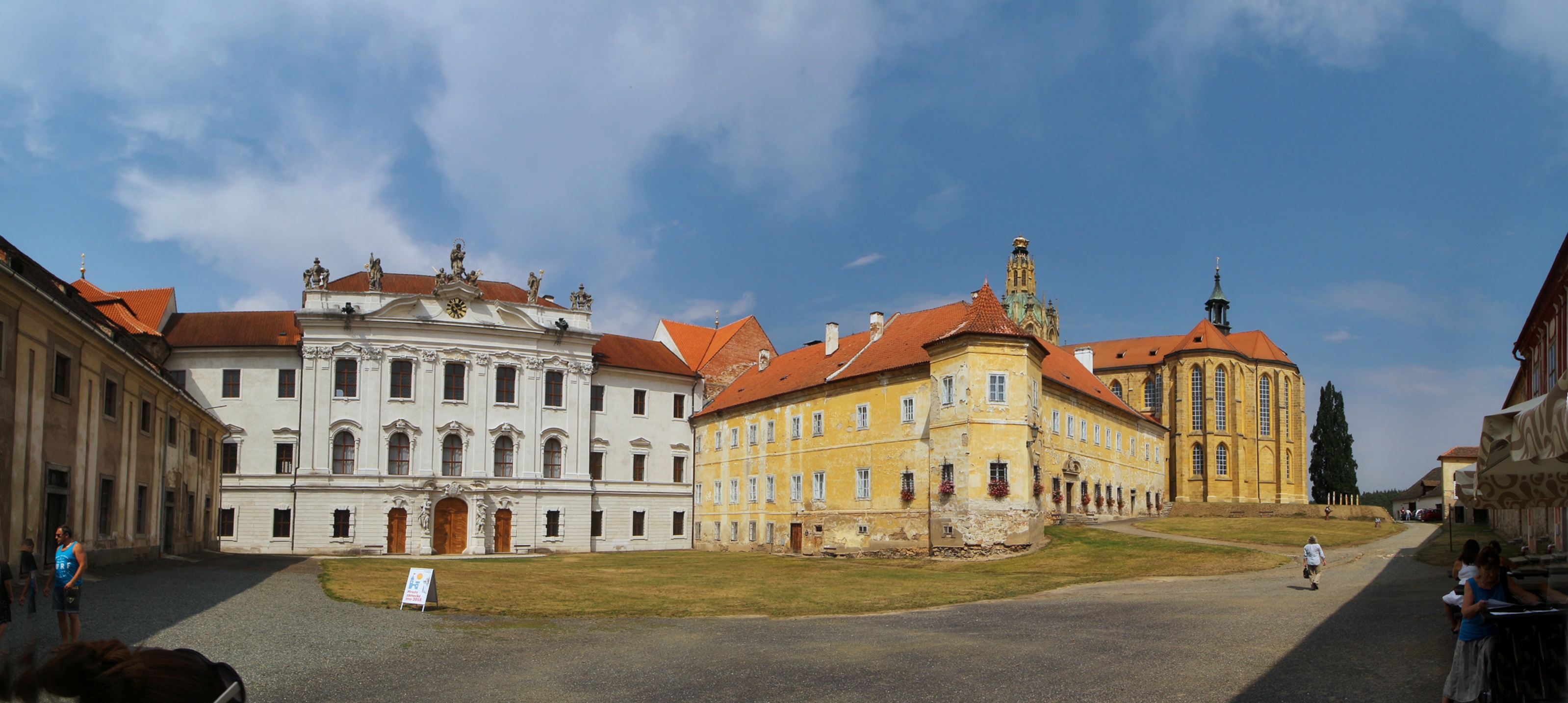
Kladrubský klášter

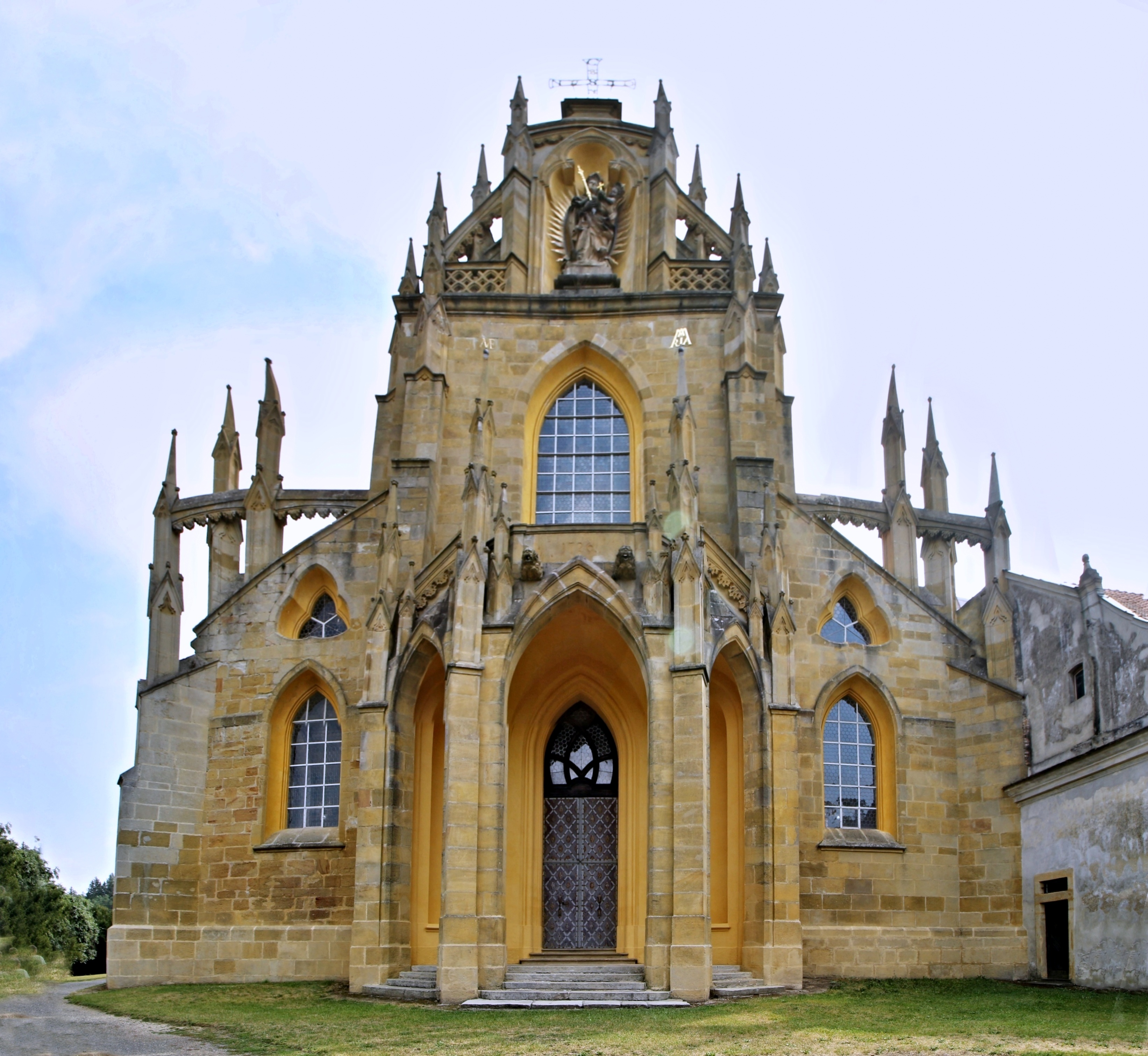
Klášterní kostel Nanebevzetí Panny Marie, svatého Wolfganga a svatého Benedikta

V roce 1653 započala generální obnova konventní budovy a chrámu Panny Marie a v letech 1664–1670 byla postavena nová prelatura. V roce 1705 získal klášter do svého majetku zpět přeštické panství a v roce 1712 začala přestavba ojedinělého architektonického skvostu, chrámu Nanebevzetí Panny Marie. Ten dodnes dominantou města Kladruby. Bylo plně využito románsko-gotické zdivo a doplněn nový trojlistý závěr. Chrám byl vysvěcen v roce 1726, dodnes je třetím největším chrámem v českých zemích, po chrámu sv. Víta v Praze a po mariánském chrámu v Sedlci u Kutné Hory. Patří mezi vrcholná díla stavitele Jana Blažeje Santiniho, postavená ve slohu barokní gotiky. Celková délka kostela je 84 m, vnitřní výška kupole pak 39 m. Na podlaze kostela je v místě křížení lodí vyznačena osmicípá hvězda. Především je to symbol Panny Marie – tzv. Mariánská hvězda. Někdy se uvádí, že jde také o Santiniho symbol, zastoupený v geometrickém ornamentu všech staveb. Autorem sochařské výzdoby byl především Matyáš Bernard Braun. Jeho pražská sochařská dílna v letech 1725–1728 dodala do interiéru kostela početný soubor oltářů architektonicky navržených Santinim, a dále mnoho dřevěných soch světců v nadživotní velikosti. Některé jsou bíle štafírované a zčásti zlacené, v čele se sochou titulárního světce řádu, sv. Benedikta. Dále dílna zhotovila chórové lavice a sochařskou výzdobu mauzolea zakladatele kláštera, Vladislava I. Na sochařské výzdobě spolupracoval také sochař Řehoř Theny, nejdříve jako pomocník Braunovy dílny, a dále po svém osamostatnění roku 1728, kdy dodal například alegorické sochy Víry a Naděje. Fresky v klenbě kupole, v chóru a mezi příporami hlavní lodi vymalovali bratři Asamové. Rokokové fresky na stěnách příčné lodi po roce 1750 vytvořil Juda Tadeáš Supper. Jsou to výjevy Pokušení svatého Benedikta a Nebeský Jeruzalém.
Přestavba kláštera pokračovala po Santiniho smrti především výstavbou nového konventu, jehož projektantem byl Kilián Ignác Dientzenhofer. Výstavba byla z větší části dokončena roku 1739, celkového dokončení se klášter dočkal až v roce 1770. Dokončovací práce ale byly již poznamenány omezováním církevního hospodaření ze strany státu, které vyvrcholily v roce 1785, když Josef II. klášter zrušil. Vnitřní zařízení, kromě oltářů, pak bylo rozprodáno a rozvezeno do jiných kostelů.

### Léta 1790 až 1989
V objektech kláštera byly postupně zřízeny kasárny, nemocnice a invalidovna. Roku 1825 přikoupil polní maršál kníže Alfréd Windischgrätz ke svému majetku Štěkeň a Tachov kladrubské panství, které představovalo významnou součást Windischgrätzova rodinného fideikomisu. Jeho politické a vojenské aktivity mu bránily věnovat se správě svého majetku a klášter nebyl efektivně využíván. Z tohoto období se v kostele dochovala Windischgrätzova hrobka. Roku 1864 zde byl zřízen pivovar. V roce 1945 museli Windischgrätzové na základě Benešových dekretů opustit majetek a ten byl konfiskován. Na konfiskátu, spravovaném Ministerstvem zemědělství a Národním pozemkovým fondem, hospodařily Československé státní statky a Československé státní lesy. V roce 1946 měl být klášterní majetek přidělen řádu benediktinů. Řád ale majetek nepřevzal a v roce 1948 tak přešel pod správu Národní kulturní komise v Praze. Po roce 1960 vzniklo v Kladrubech ředitelství Státního statku Kladruby a devastace klášterního areálu pokračovala. V roce 1967 převzalo správu zdevastovaného kladrubského kláštera Krajské středisko státní památkové péče a ochrany přírody v Plzni a klášter byl otevřen návštěvnické veřejnosti.

## Současnost
Barokní klášterní kostel Nanebevzetí Panny Marie, svatého Wolfganga a svatého Benedikta zůstal až do dnešních dnů v provozu a o velkých svátcích (Velikonoce, Vánoce a Nanebevzetí Panny Marie) se v něm konají mše. Klášter byl po zrušení např. vojenskou nemocnicí, chudobincem, státním statkem a postupně chátral. V 80. letech začal být opravován a po sametové revoluci se stal národní kulturní památkou. Každoročně ho navštíví asi 20 tisíc návštěvníků. Probíhají v něm též různé kulturní akce, pořádané občanským sdružením Klášter Kladruby. Pravidelnými akcemi jsou historický jarmark, vánoční prohlídky se speciálním programem, koncerty vážné hudby – tzv. festival Kladrubské léto (za komunistického režimu Stříbrské léto) a varhanní koncerty.
U příležitosti 900. výročí založení kláštera v roce 2015 byla vydána vlastní série parfémů a zpřístupněna expozice Archiv vůní.

## Zajímavost
Sv. Jan Nepomucký (resp. Johánek z Pomuku) byl podle ne zcela zřetelné hypotézy možná umučen proto, že zmařil plány Václava IV. na zrušení kláštera a jeho přeměnu na nové biskupství. Měl údajně využít královy nepřítomnosti v hlavním městě a nechat po smrti starého opata urychleně zvolit nového, dříve než král mohl do věci zasáhnout.
Záměrem Václava IV. bylo založením nového biskupství oslabit vliv pražského arcibiskupa Jana z Jenštejna. Václav IV. prodléval na Zvíkově a Johánek z Pomuku z titulu generálního vikáře volbu nového opata stvrdil. Nejasné zůstává, zdali Johánek mohl při zápisu konat jinak, velmi sporné je, zdali termín volby mohl ovlivnit. Pravděpodobné je, že posel směřující s listinami do Prahy okolo Zvíkova projel. Václav IV. dal poté průchod své prchlivosti, a protože Jan z Jenštejna byl mimo dosah, hněv obrátil proti Johánkovi. Ten byl posléze popraven utopením ve Vltavě.